# 椿姫 (オペラ)
『椿姫』（つばきひめ）は、ジュゼッペ・ヴェルディが1853年に発表したオペラである。原題は『堕落した女（直訳は「道を踏み外した女」）』を意味するLa traviata（ラ・トラヴィアータ）。日本では原作小説『椿姫』と同じ『椿姫』（仏: La Dame aux camélias（椿の花の貴婦人）の意訳）のタイトルで上演されることが多い。

## 概要
作品は全3幕からなり、アレクサンドル・デュマ・フィスによる原作小説に基づきフランチェスコ・マリア・ピアーヴェが台本を書いた。長編の原作から、要領良く主要なエピソードを取り上げて、聴きどころに富んだ構成となっている。悲劇でも音楽的には明るさ、華やかさ、力強さを失わないヴェルディの特質がもっとも良く発揮されており、人気の源泉となっている。

## 作曲の経緯
1852年、パリに滞在したヴェルディはデュマ・フィスの戯曲版『椿姫』の上演を見て感激し、当時新作の作曲依頼を受けていたヴェネツィアのフェニーチェ劇場のために、翌1853年初めに比較的短時間で作曲された。

## 初演の大失敗
初演当時は娼婦を主役にした作品ということで、イタリアの統治国側の検閲により道徳的な観点から問題視されたが、ヒロインが最後に死ぬということで上演がゆるされたと言われる。初演は1853年3月6日、ヴェネツィアのフェニーチェ劇場で行われた。しかし、準備不足（作品の完成から初演まで数週間しかなかった）などから、初演では聴衆からも批評家からもブーイングを浴び、歴史的大失敗を喫した（蝶々夫人、カルメンと共に有名オペラの3大失敗ということがある）。しかし、翌年の同地での再演では入念なリハーサルを重ねた結果、聴衆に受け入れられた。その後も上演を重ねる毎に人気を呼び、今日ではヴェルディの代表作とされるだけでなく、世界のオペラ劇場の中でも最も上演回数が多い作品の一つに数えられる。

## 作品の背景

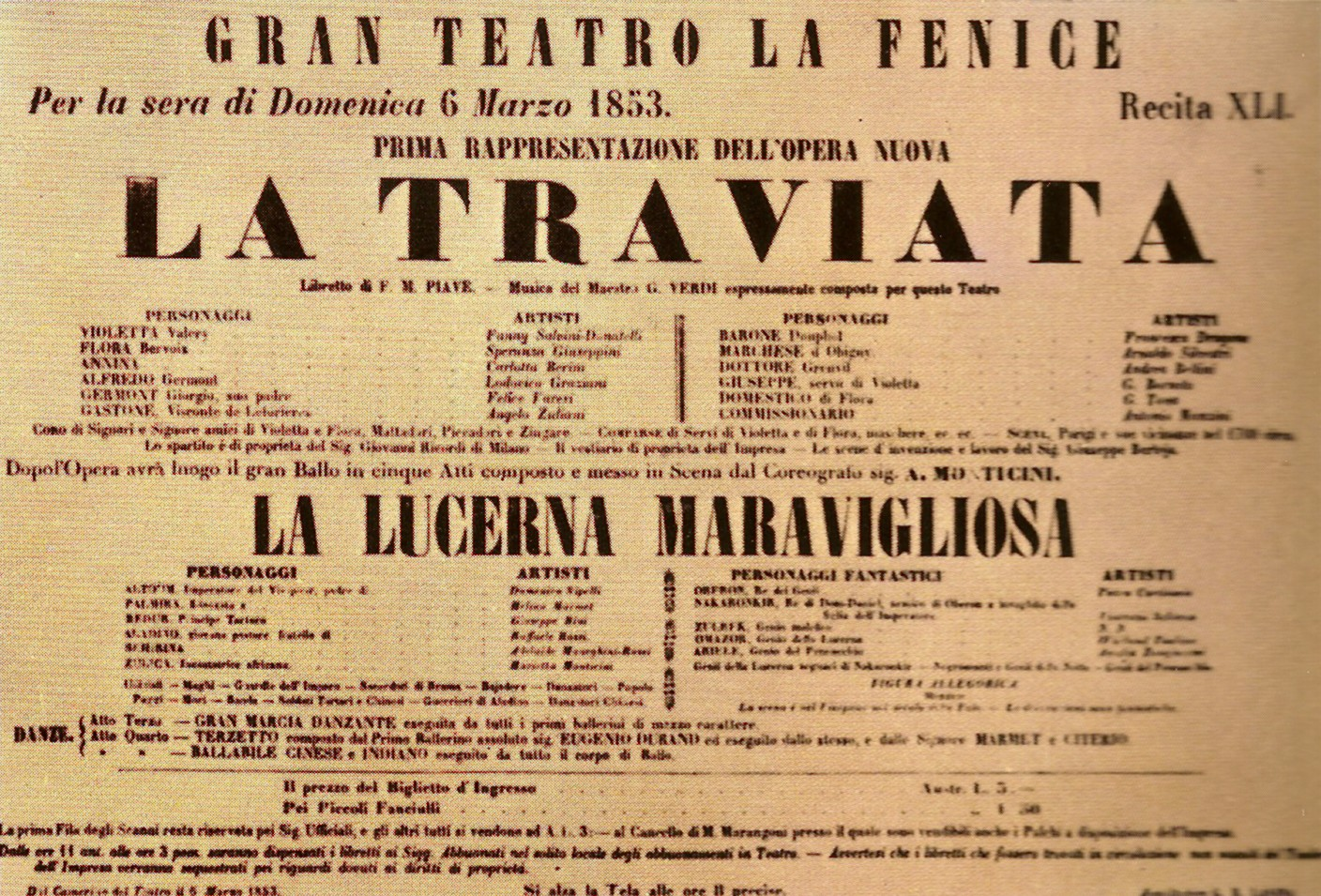
『椿姫』初演当時の公演案内

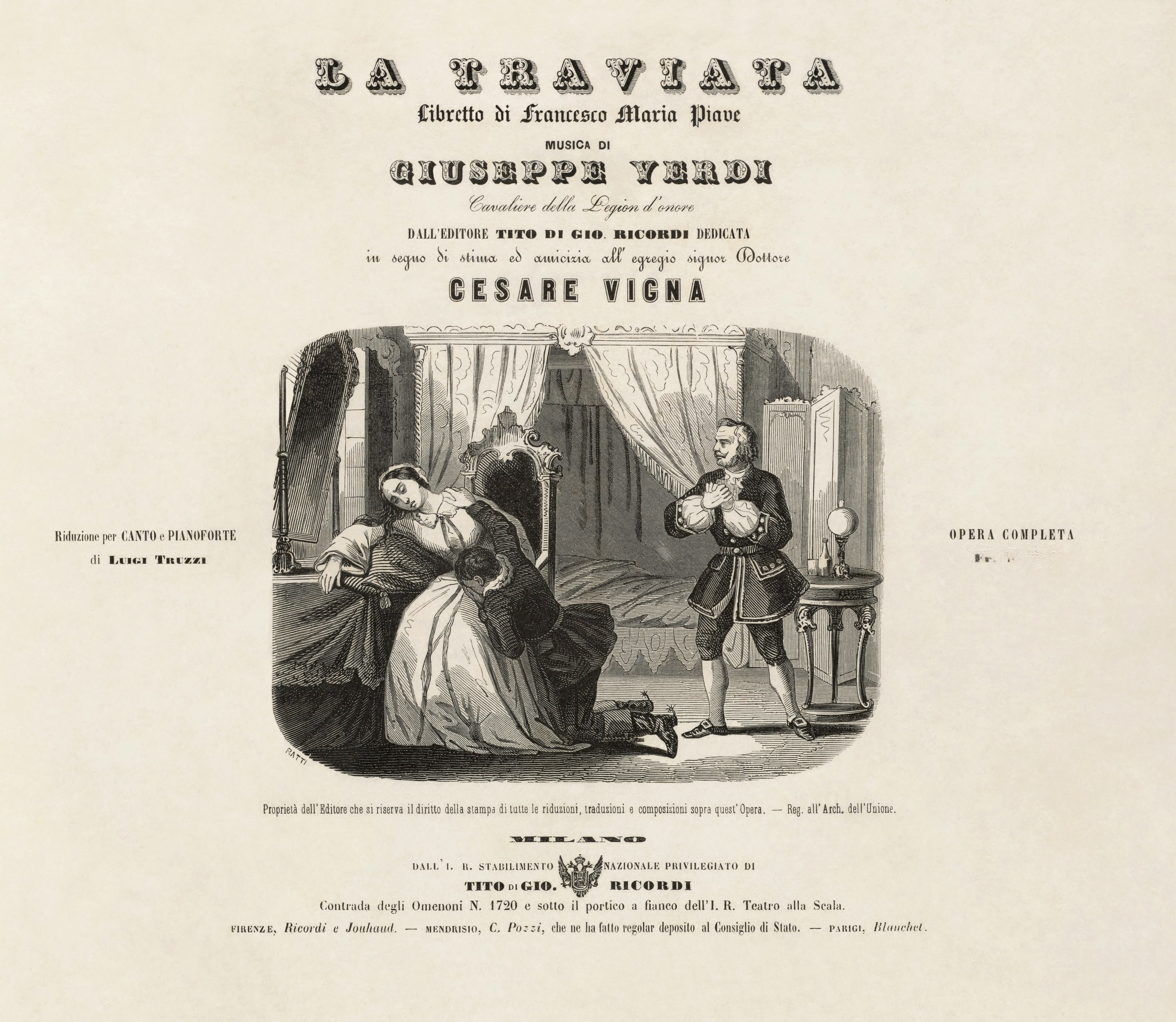
『椿姫』ヴォーカルスコア。1855年頃出版。

当時、先妻マルゲリータ亡き後のヴェルディは、歌手ジュゼッピーナ・ストレッポーニと同棲していた。ジュゼッピーナ自身も父親違いの3児の未婚の母であった。敬虔なカトリック信者であった彼としては、支援者でもあった先妻の父への気遣いもあり、後ろめたさはあったと思われる。そのため、原作がデュマ・フィスの実体験を元にしたように、ヴェルディ自身も自らの境遇との暗合を強く意識していたものと推察される。
原作の『椿の花の貴婦人』という名前を用いず、「道を踏み外した女、堕落した女」を意味する「トラヴィアータ」というタイトルをつけた。 またヒロインの名前は、奇しくも先妻と同名のマルグリットから、「スミレ」を意味するヴィオレッタに、恋人の名前はアルマン・デュヴァルからアルフレード・ジェルモンに変更された。
原作のヒロイン、マルグリットは娼婦であることを特に恥であるとも罪であるとも思ってはいないが、個人として誇り高く生きているよう描かれている。純情な青年アルマンの思いを受け入れた後でも、現実世界の立場（貴族の支援を受けているという立場）との折り合いをつけようとする。彼は恋人のそうした葛藤を理解できず、嫉妬心と恋心の相克に悩み、衝動的に彼女を攻撃してしまった結果、彼女は酷く傷つく。
オペラではヒロインの行動について、原作よりもアルフレードとの純愛に比重を置いて描かれており、現実との葛藤は第2幕の父ジェルモンとの対決場面に集約される感がある。同場面はこのオペラの重要場面となっており、音楽的にも聴き所となっている。ジェルモンは保守的な良識の持ち主かつ少々偽善的ながらも、基本的に善人として描かれている。父に比べるとアルフレードの役柄は比較的単純で、前2者の精神的年齢に達していない青年の行動を示す。
史実では一人寂しく死を迎えたデュマ・フィスの実際の恋人や、小説のマルグリットの場合とは異なり、オペラ版では最後の幕で恋人たちは再会し、ヴィオレッタはジェルモン親子に看取られて亡くなってゆく。このオペラオリジナルの場面設定については、見せ場としての必要性という指摘の他、作曲者がジュゼッピーナに配慮したのだとも考えられる。おそらく同様の理由で、原作で重要な意味を持つ、アルマンがマルグリットの墓を暴く場面や、「最後の一夜」の場面（バレエ（ノイマイヤー版）では最大の見せ場）は描かれていない。
なお、今日の演出の中に、二人は実際には再会できず、第3幕のジェルモン父子の登場は死に際のヴィオレッタの幻覚であるという設定のものがある。日本の上演で、冒頭アルフレードが「自分は彼女の最期に間に合わなかった」と台詞で語るものもあったが、これは他の演出上の表現で語るべき、という批判があった。

## 登場人物
| 役名                     | 役                                         | 声域         |
| ------------------------ | ------------------------------------------ | ------------ |
| ヴィオレッタ・ヴァレリー | 高級娼婦(en:Demimonde)                     | ソプラノ     |
| アルフレード・ジェルモン | 青年貴族                                   | テノール     |
| ジョルジョ・ジェルモン   | アルフレードの父親                         | バリトン     |
| フローラ・ベルヴォア     | 高級娼婦、ヴィオレッタの友人               | メゾソプラノ |
| アンニーナ               | ヴィオレッタの家の召使い                   | ソプラノ     |
| ガストーネ子爵           | アルフレードの友人                         | テノール     |
| ドゥフォール男爵         | ヴィオレッタのパトロン、アルフレードの恋敵 | バリトン     |
| ドビニー侯爵             | フローラのパトロン                         | バス         |
| グランヴィル医師         | ヴィオレッタの主治医                       | バス         |
| ジュゼッペ               | ヴィオレッタの召使い                       | テノール     |
| フローラの召使い         |                                            | バス         |
| 使者                     |                                            | バス         |

## 楽器編成
フルート2（第2奏者はピッコロ持ち替え）、オーボエ2、クラリネット2、ファゴット2、ホルン4、トランペット2、トロンボーン3、チンバッソ、ティンパニ、大太鼓（慣例的にシンバルを重ねて演奏される）、トライアングル、弦五部
舞台上
タンブリン（複数）、（闘牛士の）槍（複数）

舞台裏
シーンにより、次のように異なる楽器が要求される。
第1幕、別室から聞こえてくるワルツの音楽バンダ（ヴェルディはピアノ譜を書いたのみで、具体的な編成を指定していない。）
第1幕、ヴィオレッタのアリア「花から花へ」ハープ
第3幕、謝肉祭の合唱ピッコロ2、クラリネット4、ホルン2、トロンボーン2、タンブリン（複数）、カスタネット（複数）

## 演奏時間
約2時間20分（カット無しで各30分、70分（1場50分、2場20分）、40分）。大幅にカットして1時間50分前後で上演されることも多い。

## あらすじ

### 前奏曲
第3幕冒頭の場面の哀愁をおびた旋律が奏でられたのち、第2幕でヴィオレッタがアルフレードに別れを告げる場面の旋律が引き継ぐ。華やかに装飾しつつも、どこか物悲しい気分を作り、静かに終わる。

### 第1幕
ヴィオレッタの住む屋敷。今夜も賑やかなパーティーが開かれており、女主人は来客をもてなしている。そこへアルフレードがガストーネ子爵の紹介でやってきてヴィオレッタに紹介される。歌を1曲歌うよう勧められた彼はいったん辞退するが皆の再度の勧めでグラスを片手に準備をする。一同の沈黙と緊張のなかアルフレードは情熱を込めて歌い、ヴィオレッタが加わってデュエットになる。さらに皆が加わって華やかに歌い上げる（乾杯の歌）。
別室から、ヴィオレッタが用意した舞踏会の音楽が聞こえてくる。皆で行こうとすると、ヴィオレッタがめまいをおこして椅子に座り込む。何でもないからと一人部屋に残った彼女の所にアルフレードが来る。アルフレードはヴィオレッタに、こんな生活をしていてはいけないといい、1年前からあなたを好きだったと告白する（ある日、幸運にも）。ヴィオレッタは最初は軽くあしらうが、彼の真剣さに少し心を動かされる。ヴィオレッタは椿の花を渡して再会を約し、「この花がしおれるころに」という。有頂天になるアルフレードに「もう一度愛しているといってくれますか」とヴィオレッタが尋ねると、「はい、何度でも!」と彼は応ずる。
アルフレードに続き来客が去って一人になったヴィオレッタは物想いにふける。「不思議だわ」（作品を通じ、彼女はこの言葉を各幕で1回、計3回繰り返す）と純情な青年の求愛に心ときめかせている自分の心境をいぶかる。そして、彼こそ今まで待ち望んできた真実の恋の相手ではないかと考える（ああ、そは彼の人か）。しかし、現実に引き戻された彼女は「そんな馬鹿なことをいってはいけない。自分は今の生活から抜け出せる訳が無い。享楽的な人生を楽しむのよ」と自分に言い聞かせる。（花から花へ）彼女の中でアルフレードとの恋愛を肯定するもう一人の自分との葛藤に、千々に乱れる心を表す、コロラトゥーラ唱法を駆使した華やかな曲で幕切れとなる。

### 第2幕

#### 第1場
パリ郊外のヴィオレッタの屋敷
二人の出会いから数か月が経った。ヴィオレッタは貴族のパトロンとの華やかな生活を捨て、この家でアルフレードと静かに暮らすことを選んだのである。彼女との生活の幸福を語るアルフレード（燃える心を）は、丁度帰宅した召使いから、この家での生活費のためにヴィオレッタが彼女の財産を売却していたことを聞き、気付かなかった自分を恥じるとともに売ったものを取り戻そうとパリに向かう。
そこへヴィオレッタが登場し、彼のパリ行きを聞き（理由は知らない）、いぶかる（2度目の「不思議ね」）。そこにアルフレードの父親ジョルジョ・ジェルモンが突如来訪する。驚きながらも礼儀正しく迎える彼女に、あたりを見回し「息子をたぶらかして、ずいぶんと贅沢な暮らしをしていますな」といきなりなじったため、ヴィオレッタは「私の家で女の私に失礼なことを言わないでください」と毅然と応じ、たじたじとなるジェルモンに秘密を打ち開ける。彼女が自分の財産を息子との生活のために手放しつつあることを知ったジェルモンは非礼を詫びる。アルフレードをどんなにか愛しているかと理由を説明する彼女に対し、ジェルモンは本題を切り出す。息子と別れてくれというのである。駄目ですと即座に断るヴィオレッタに、彼はアルフレードの妹の縁談に差し支えるから、助けて欲しいと迫る（天使のように清らかな娘）。ついに要求を受け入れ、彼女は身を引くことを決心する（お嬢様にお伝え下さい）。しかし単に家を去ってもアルフレードは追いかけてくるだろう。方法は任せて下さいと請合うヴィオレッタに礼を言って、父ジェルモンはいったん去る。
一人になったヴィオレッタは一計を案じ、アルフレードに手紙を書く。彼女はアルフレードと別れて元のパトロンとの生活に戻る、という偽りのメッセージを送ろうとしたのである。そこへアルフレードが帰宅する。彼は父が訪ねていくという手紙を見て、すでに父が来たとは知らずに、ヴィオレッタに大丈夫だなどという。ヴィオレッタは、アルフレードの父が来るなら席を外して庭にいると言いその場を去る。別れ際に彼女は「アルフレード、いつまでも愛しているわ、あなたも私と同じだけ愛して。さようなら」と第1幕の前奏曲の後半の旋律で歌う。アルフレードは彼女の様子を不審に思うが、父親が来ることに動揺しているのだと思い込む。アンニーナが登場し、ヴィオレッタが急遽出かけたこと、手紙を預かったことを告げる。不安にかられつつ手紙を読み、アルフレードは自分が裏切られたと思い込んで激怒する。そこに父ジェルモンが再登場して、息子を慰め、故郷のプロヴァンスに帰ろうとなだめる（プロヴァンスの海と陸）。しかし息子は自分の受けた恥辱を濯ぐのだといい、パリに向かう。

#### 第2場
パリ市内のフローラの屋敷
相変わらず貴族と愛人たちが戯れあう日々である。丁度仮面舞踏会が開かれている。フローラとドビニー侯爵、グランヴィル医師らは、アルフレードとヴィオレッタが別れたという噂話をしている。ジプシーの占い師やマタドールなどの仮装の後、アルフレードが登場、彼らはカードの賭けを始める。そこにドゥフォール男爵にエスコートされたヴィオレッタが登場、ドゥフォールはアルフレードを避けるようヴィオレッタに指示する。アルフレードはつきまくり、ヴィオレッタへの皮肉を言う。それに激高したドゥフォールも賭けに参加するが、ドゥフォールはアルフレードに大負けする。そこに夕食の準備ができ、一同退場する。アルフレードとドゥフォールも後ほどの再戦を約束して退場する。アルフレードの身を案じたヴィオレッタは彼を呼び出し、自分のことなど忘れ、逃げて欲しいと訴える。それに対してアルフレードは復縁を迫るが、ジェルモンとの約束で真意を言えないヴィオレッタはドゥフォールを愛していると言ってしまう。それに激高したアルフレードは皆を呼び出し、これで借りは返したと叫んで先程賭けで得た札束をヴィオレッタに投げ付ける。自分の真意が伝わらず、皆の面前で侮辱された彼女は気を失う。一同がアルフレードを非難しているところに父ジェルモンが現れ、息子の行動を諌める。自分のやったことを恥じるアルフレードと、真相を言えない父ジェルモンの独白、アルフレードを思いやるヴィオレッタの独白、ヴィオレッタを思いやる皆の心境をうたい、ドゥフォールはアルフレードに決闘を申し込んで第2幕を終わる。

### 第3幕の前奏曲
第1幕前奏曲と同じ音楽が、やはり弦楽合奏で始まる。いっそう悲痛な調子で演奏され、アルフレードに愛を告げる音楽はもはや登場しない。切れ切れになったフレーズでひっそりと、弱々しく終わる。

### 第3幕
パリのヴィオレッタの屋敷
数か月が経った。アルフレードは男爵と決闘して勝ち、男爵は傷ついたが快方に向かっている。国外に出たアルフレードに父親は手紙を書いてヴィオレッタとの約束を告白し、交際を許すことを伝えてヴィオレッタの元にもどるよう促しており、そのことをヴィオレッタにも手紙を書いていた。しかし、皮肉なことにヴィオレッタの生命は尽きかけていた。持病の肺結核が進行していたのである。
幕が上がると、ヴィオレッタがベッドに寝ている｡彼女はアルフレードの帰りを今か今かと待ちわびている。何度となく読んだジョルジョからの手紙をもう一度読む（ここは歌わずにほとんど朗読する）。読み終わった彼女は一言「もう遅いわ!」と叫び、過ぎた日を思って歌う（過ぎし日よ、さようなら）。「ああ、もう全ておしまい」と絶望的に歌い終わると、外でカーニバルの行進の歌声が聴こえる。
医師がやってきてヴィオレッタを診察し励ますが、アンニーナにはもう長くないことを告げる。そこにとうとうアルフレードが戻ってくる。再会を喜ぶ二人は、パリを出て田舎で二人楽しく暮らそうと語り会う（パリを離れて）。しかし、死期の迫ったヴィオレッタは倒れ臥す。あなたに会えた今、死にたくないとヴィオレッタは神に訴える。そこに医師や父ジェルモンが現れるが、どうすることもできない。ヴィオレッタはアルフレードに自分の肖像を託し、いつか良い女性が現れてあなたに恋したらこれを渡して欲しいと頼む。
彼女は「不思議だわ、新しい力がわいてくるよう」といいながらこと切れ、一同が泣き伏すなかで幕となる。

## 備考
- 1982年、フランコ・ゼフィレッリによって映画化された。邦題は『トラヴィアータ/1985・椿姫』。映画形式のオペラは珍しくないが、本作はアメリカ資本で破格の予算がかけられ、日本でも全国封切りされた。テレサ・ストラータスとプラシド・ドミンゴが主演した。ここでも、第3幕での再会は死の間際の幻影であるという解釈が採用され、息絶えたヴィオレッタからカメラがズームアウトすると周りには誰もいない。
- バズ・ラーマンの映画作品『ムーラン・ルージュ』には、ニコール・キッドマンが演じたサティーンのキャラクターなど、この作品に影響を受けたと思われる部分がある。[要出典]
- 『椿姫ができるまで』（TRAVIATA ET NOUS/BECOMING TRAVIATA）というオペラファンの間で名演として称賛された、2011年エクサン・プロヴァンス音楽祭で上演された「椿姫」をめぐるドキュメンタリー映画がある（2012年）。フランスが世界に誇るオペラ歌手ナタリー・デセイと演出家ジャン＝フランソワ・シヴァディエ、著名な楽団で指揮を務めてきたルイ・ラングレという天才たちが激しくぶつかり合いながらも舞台を構築する姿を追う。